# 山牵牛
山牵牛（学名：Thunbergia grandiflora）是爵床科山牵牛属的植物。分布于印度、中南半岛以及中国大陆的福建、海南、广西、广东等地，生长于海拔400米至1,500米的地区，常生长在山地灌丛中。
种名grandiflora意为“大花的”。

## 别名
大花山牵牛（中国高等植物图鉴） 大花老鸦嘴（广州常见经济植物）

## 外部連結
- 山牽牛, Shanqianniu 藥用植物圖像數據庫 (香港浸會大學中醫藥學院) （繁體中文）（英文）